# Еминовци
Еминовци су насељено место у општини Јакшић, у западној Славонији, Република Хрватска.

## Историја
До нове територијалне организације налазило се у саставу бивше велике општине Славонска Пожега.

## Становништво
На попису становништва 2011. године, Еминовци су имали 640 становника.

## Попис 1991.
На попису становништва 1991. године, насељено место Еминовци је имало 654 становника, следећег националног састава:
| Попис 1991.‍  | Попис 1991.‍  | Попис 1991.‍ | Попис 1991.‍ | Попис 1991.‍ |
| ------------ | ------------ | ----------- | ----------- | ----------- |
|              |              |             |             |             |
| Хрвати       | Хрвати       |             | 534         | 81,65%      |
| Срби         | Срби         |             | 72          | 11,00%      |
| Југословени  | Југословени  |             | 22          | 3,36%       |
| Словаци      | Словаци      |             | 1           | 0,15%       |
| Словенци     | Словенци     |             | 1           | 0,15%       |
| неопредељени | неопредељени |             | 6           | 0,91%       |
| непознато    | непознато    |             | 18          | 2,75%       |
| укупно: 654  |              |             |             |             |